# King Leer
"King Leer" é o décimo sexto episódio da vigésima nona temporada da série animada Os Simpsons, e o 634.º no total. Foi ao ar nos Estados Unidos pela FOX em 15 de abril de 2018.

## Enredo
Na escola, há inscrições de banda escolar e Marge está forçando Bart a participar. Bart tenta, mas Marge imagina as pegadinhas que ele poderia fazer e se recusa a deixá-lo fazê-las, mas se fixa no violino. Homer tem medo de quebrá-lo e ele teria que pagar US$ 430 para a escola, então ele prossegue e o impede de colocá-lo em perigo, mas depois que Bart continua provocando-o, ele o esmaga no chão.
No Bar do Moe, Moe fica irritado depois de receber um telefonema de um interlocutor não revelado, destruindo copos de cerveja que foram entregues em um pequeno trem.
Quando Marge chega para levar Homer para casa, eles seguem o furioso Moe até um armazém, onde o encontram lutando com o interlocutor, seu pai, Morty Szyslak. Moe fecha o bar e Marge está servindo a ele e a cerveja Homer, enquanto ele conta a história de como o negócio de sua família é ser vendedor de colchões, possuindo o colchão Rei.
Moe revela que seu negócio envolve usar percevejos para estragar colchões e forçar as pessoas a comprarem deles, mas ele não poderia fazê-lo para as outras lojas, mas os donos do Sleep 'N Snooze colocaram insetos nos seus e o império do Colchão foi arruinado, e Moe o expulsou de sua casa.
Marge convence Moe a fazer as pazes com seu pai, irmão (Marv) e irmã (Minnie) e os convida para um jantar em família na cada dos Simpsons. O jantar, no entanto, fica animado e, assim, para trazer a paz, Homer tenta, mostrando-lhes o seu comercial de Natal e que os reconcilia. Depois do jantar, Morty anuncia que ele está se aposentando. Ele dá aos seus filhos uma loja cada. Moe faz uma grande reabertura, mas quando o comercial da loja foi ao ar, seu irmão e irmã editaram as imagens para traí-lo, como ele traiu a família quando não colocou os insetos nos colchões da outra loja, e todos os clientes deixaram .
Moe então percebe que ele tem que "ir para os colchões" com seus irmãos, Szyslak, lutando contra suas lojas, incluindo remover as tags de seus colchões, e inundar a loja fazendo buracos em seus colchões de água, enquanto Homer também borrifou tinta em Patty e Selma também.
Marge percebe que o único que pode impedir isso é Morty, então ela vai para o vendedor Johnny Bermuda e o pega, retornando ao armazém onde Moe está tratando seus irmãos com cama escutando seus colchões, enquanto ele está seguro em sua taverna.
Morty, no entanto, encoraja-o a fazê-lo, para provar que vale a pena, mas Moe se lembra dos bons tempos e não o faz. Quando Marge o consola, ele solta o frasco e os percevejos ficam por todo o colchão e as pessoas no armazém, que saem para tentar tirá-los de suas roupas.

## Recepção
Dennis Perkins do The A.V. Club deu a este episódio um B, afirmando que "a programação sinérgica da Fox para os Simpsons fez com que o FXX fizesse uma mini-maratona de Moe no domingo que levou ao episódio 'Moe Goes de Rags to Riches'." e a longevidade dos Simpsons significa que há Moe mais medíocre (e, bem, todo mundo), do que os clássicos certificados de Moe. Mas 'King Leer' consegue minerar o barman menos respeitável de Springfield por um Moe de qualidade suficiente para pelo menos nos lembrar porque ele está sempre foi um dos personagens secundários mais confiáveis da série."
"King Leer" marcou uma classificação de 1,0 com uma quota de 4 e foi assistido por 2,26 milhões de pessoas, tornando-se o programa mais assistido da noite da Fox.